# John Braxton Hicks
John Braxton Hicks (Rye, 23 febbraio 1823 – 28 agosto 1897) è stato un medico inglese, specializzato in ostetricia.
Condusse numerosi studi sul feto e fu il primo ad identificare, descrivere e studiare un  particolare tipo di contrazioni tipiche della gestazione e diverse da quelle del travaglio che oggi portano il suo nome - contrazioni di Braxton Hicks.